# رودولف هنتس
رودولف هنتس (انگلیسی: Rudolf Lenz; ۲۵ مهٔ ۱۹۲۰ – ۱۲ ژوئیهٔ ۱۹۸۷) بازیگر اهل کشور اتریش بود.
از فیلم‌ها یا برنامه‌های تلویزیونی که وی در آن نقش داشته‌است می‌توان به افی بریست و دهه پنجاه وحشی اشاره کرد.